# Casa de George W. Denton

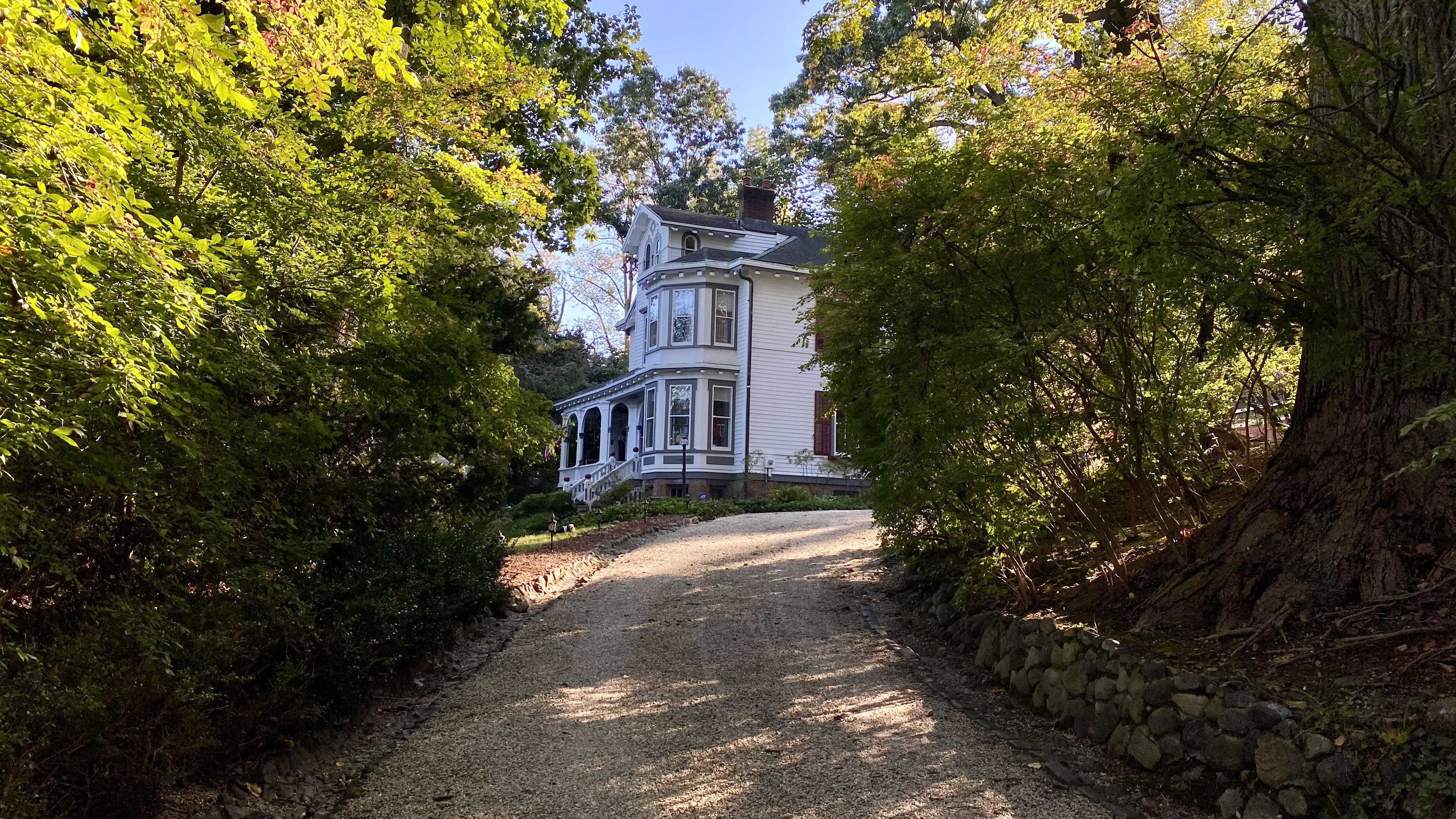
La casa en 2020.

La Casa de George Washington Denton es una casa histórica en Flower Hill, en el condado de Nassau, Long Island, Nueva York, en los Estados Unidos. Esta casa histórica fue construida entre 1873 y 1875. Se colocó en el Registro Nacional de Lugares Históricos en 1985, y en 1996 fue designado como Sitio Histórico Village of Flower Hill.

## Descripción
La casa G.W. Denton es rectangular tiene un marco de madera, con un codo de servicio trasero de dos pisos en un estilo vernáculo de villa italiana. La Casa de Denton cuenta con una torre de dos pisos y medio de altura, ventanales semioctogonales y una galería envolvente en forma de "L". 
La propiedad también contiene una casa de hielo construida en la ladera de una colina y fue construida con ladrillos.
La casa se menciona en una guía de 1877 publicada por Long Island Rail Road, titulada "Long Island & Where to Go".